# Храм Вознесения Господня (Бельское Устье)
Хра́м Вознесе́ния Госпо́дня — православный храм в деревне Бельское Устье (16 км к югу от райцентра Порхов). Самый большой в Псковской области вотчинный храм XIX века. Объект культурного наследия народов России регионального значения, охраняется государством.

Построен по прошению и на средства полковника Преображенского полка Артамона Осиповича Кожина (род. 1753 г.) в его имении Бельское Устье Порховского уезда в 1796 г. Указ Святейшего Синода от 17 марта 1787 г. о разрешении А. С. Кожину построить церковь в имении Бельское Устье из-за большого расстояния до приходской церкви.

## История
Церковь была сооружена без придела и в конце XIX века стала трехпрестольной (Вознесение Господня, Апостола Петра и Рождества Богородицы). В середине XIX века указывается, что церковь без колокольни, колокола повешены на шести деревянных столбах. Храм имеет крестово-купольные формы, а изначально архитектурное решение было в форме ротонды. Здание выполнено из кирпича, подвалов нет, в качестве фундамента выполнена многолучевая стяжка из валунов.
В 1822 году валдайским мещанином Герасимом Ивановым была произведена починка церкви: в алтаре сделана для прочности «арка от стены до стены под брус», в капитальных стенах заделаны щели. Привели в порядок испорченную лепнину, а также штукатурку, как внутри, так и снаружи церкви. Всю церковь побелили.
В 1850-е годы архитекторами М. Ф. Шестаковым и Пецольт были выполнены чертежи помещичьего дома в Бельском Устье, а также детали иконостаса малого придела.
В 1920—1921 годах его посещали обитатели колонии Дома искусств, знаменитые писатели, поэты и художники, которые спасались в это время в Бельском Устье от голода в Петрограде. 14 августа 1921 года ими была заказана панихида по Александру Блоку.
Церковь Вознесения Господня в Бельском Устье оставалась действующей вплоть до 60-х годов прошлого столетия, пока землю, на которой она находится, не передали школе-интернату, после чего она оказалась на территории детского учреждения и по тогдашним законам неизбежно должна была быть закрыта. Ничего из внутреннего убранства храма не сохранилось, кроме деревянного иконостаса конца XIX века, который находится теперь в приделе храма Жён-Мироносиц в Пскове.
За последние 15 лет вокруг храма собрался широкий круг сподвижников, включая православных верующих из Европы и Америки.

## Архитектура
Пятикупольный ротондальный храм, в основе которого лежит крещатая композиция, расположен на восточной окраине деревни Бельское Устье, замыкая главную улицу. К югу от храма — кладбище c многолетними деревьями, вековыми дубами. К западу и востоку остатки аллей старинного парка сливаются с ландшафтом лесистой местности. Не имеет аналогов в Псковской обл. по конструктивному решению и декоративному оформлению. Уникален, как образец петербургской архитектуры XVIII в. в стиле ранний неоклассицизм с элементами барокко.
К центральному цилиндрическому объёму здания церкви примыкают по странам света прямоугольные в плане, покрытые на два ската объёмы, причём западный меньше, чем остальные. Фасады декорированы рустами. Оконные проёмы и ниши оформлены наличниками, арки — архивольтами. Порталы в углублениях также имеют наличники и сандрики с кронштейнами с филёнками над ними. Западный фасад притвора имеет ризалит, его углы раскрепованы лопатками. Боковые фасады, декорированы лопатками, соединяющимися в верхней части. Ниша поддерживается кронштейнами, над нишей окно в виде овала, поставленного вертикально, такой же формы все окна второго света. Венчает стену притвора антаблемент, карниз многообламный с модульонами. Над притвором — ярус для колоколов.
Фасады ротонды между выступающими объёмами двухсветны, размещены в углублениях. Окна нижнего света большие с арочными перемычками, второго — овальные. Фасады северного и южного приделов оформлены одинаково, на засадных фасадах — ниши и по одному овальному оконному проёму. Восточный фасад алтаря имеет ризалит, раскрепованный по углам пилястрами между двух нив — декоративная доска. В верхней части большое полуциркульное окно и русты. Боковые фасады алтаря имеют глубокие ниши с конхами. Над нишами овальные окна. Венчает фасады единый антаблемент. Торцевые фасады оформлены фронтонами. К верхней части ротонды примыкает прямоугольные в плане световые двухсветные башни, несущие на себе малые купола. Каждая башня имеет по три больших окна с лучковыми арочными перемычками и над ними по одному круглому.
Фасады башен оформлены лопатками, их верхние части с круглыми окнами — рустованы. Под куполами кронштейны в навершии фигурные постаменты под кресты. Ротонда перекрыта купольной крышей с рёбрами, венчающейся также фигурным постаментом под деревянный крест. Под куполом карниз, поддерживаемый кронштейнами и между ними четыре картуша, расположенных по странам света. Между световыми башнями на стене ротонды четыре круглых окна, стены ротонды оформлены горизонтальными рустами. Внутри ротонды восемь мощных восьмигранных пилонов, расположенных по кругу, несут на себе кессонированный купол, у основания купола четыре окна, свет в них поступает через световые башни, подпружные арки и своды перекрытия между пилонами и стеной ротонды. В кессонах купола и сомкнутых сводах лепные розетки, лепнинной также декорированы подпружные арки, над архивольтами лепные ветви. Внутренние грани пилонов оформлены спаренными пилястрами смешанного ордера, выложенные под мрамор, их капители декорированы иониками.
Грани, обращённые к интерьеру церкви, имеют ниши, в которых размещалась станковая живопись. Над большими нишами — малые, с рельефными изображениями ваз. Пилоны завершаются антаблементом, фриз которого декорирован окантами и розетками. По основанию купола проходит профилированный карниз. Над западным дверным проёмом, под подпружной аркой хоры, с заложенной дверью. Помещения южного и северных приделов имеют плоские перекрытия. В притворе, центральная часть его перекрыта полуциркульным сводом, помещение в северной части имеет плоское перекрытие, в южной части деревянная лестница, ведущая на ярус звона и чердак. Над алтарём корытчатый свод, расписанный масляной живописью. Строительный материал — кирпич. Габариты : 29×34 м. Диаметр ротонды — 19 м. Внутреннее убранство не сохранилось. Иконостас к. XVIII в. вывезен в Псковский музей-заповедник в 1974 г.

## Виды храма
- Купол

## Статьи и публикации
- Псковская епархия: 11 ноября 2018 года в Храме Вознесения Господня с. Бельское Устье прошло первое, более чем за 50 лет, богослужение.